# أغاثون رواسا
أغاثون رواسا هو سياسي بورونديّ وزعيم حزب قوى التحرير الوطني (بالفرنسية: Forces nationales de libération، اختصاراً: FNL). كان أحد قادة ميليشيات الهوتو خلال الحرب الأهلية البوروندية. نُقِلَ إعلامياً بأنه مسيحي على عقيدة الولادة الجديدة.

## بداية حياته
ولد رواسا لوالدين من الهوتو بتاريخ 10 يناير عام 1964 في مقاطعة نغوزي شمالي البلاد، وهو الطفل السابع في أسرة تضم أربعة عشر طفلاً. حصل على تعليمه الابتدائي والثانوي في مقاطعته الأصلية. وعُيّن في سن العشرين من عمره رئيساً لجمعية المثقفين الشباب. وكغيره من غالبية شباب الهوتو المثقفين آنذاك، فقد طلبته الحكومة بعد تخرجه من جامعة بوروندي للعمل. وكان رواسا مسؤولاً عن مذبحة غاتومبا التي أسفرت عن مقتل 166 من أفراد أقلية التوتسي.

## السيرة السياسية
سرعان ما ترقى رواسا في المناصب التي شغلها فمن عضوٍ في أحد المكاتب السياسية، أصبح في نهاية المطاف زعيم قوى التحرير الوطنية (FNL). وعاد إلى منزله عام 2008 بعد حوالي عشرين عاماً قضاها يقاتل في الأدغال.
اتُهِمت قوى التحرير الوطنية باستخدامها لمئات الجنود من الأطفال، فضلاً عن جرائم القتل والتنكيل بحق النساء والأطفال والرضع.
توصلت قوات التحرير الوطنية إلى اتفاق سلام مع الحكومة في شهر سبتمبر من عام 2006.
لجأ رواسا للاختباء عام 2010، مدعياً أنه يواجه الاعتقال بسبب التهم الموجهة له بزعزعة استقرار البلاد في أعقاب إجراء الانتخابات المحلية. ولكن ذكر المدعي العام لبوروندي أنه لا توجد أي مذكرة تستهدف رواسا.
انتُخِبَ لمنصب نائب المتحدث باسم البرلمان البوورندي في يوليو 2015.